# 摩洛哥皇家軍隊
摩洛哥皇家武装力量（阿拉伯语: القوات المسلحة الملكية المغربية，柏柏尔语: Idwasen Urbiben Igeldanen n Murakuc，法语: Forces armées royales (FAR)）是摩洛哥王国的军事力量，由陆军、海军、空军、皇家宪兵、皇家卫队以及后备役组成。
摩洛哥武装力量规模庞大、预算充足。在反叛乱、沙漠战争和陆上联合行动等方面有着丰富的经验。广泛参与联合国维和行动。

## 历史
摩洛哥的武装力量可以追溯到穆拉比特王朝。在法国保护（1912-1956）期间，大批摩洛哥人被招募到非洲法国军队的Spahi和Tirailleur团（非洲军团）服役。许多人参与在第一次世界大战。
在第二次世界大战期间，在北非，意大利，法国和奥地利有30多万摩洛哥军队在法国自由军和美军辅助机构中服役。两次世界冲突使得摩洛哥部队在战场上表现出特别的韧性，因此被德军士兵称为“Todesschwalben”（死亡燕子）。
第二次世界大战结束后，摩洛哥军队参与法国远东远征军，参与第一次印度支那战争（1946年至1954年）。
现代的摩洛哥皇家武装力量于1956年5月14日在法国保护国结束后成立。来自法国陆军的1万4000名摩洛哥人和西班牙武装部队的1万名摩洛哥人转移到新组建的武装力量中，也有大约5000名来自摩洛哥“解放军”的前游击队员。

## 组成
现代摩洛哥军队由以下分支组成：

### 皇家陆军
摩洛哥皇家陆军是皇家摩洛哥武装部队负责陆基军事行动的一个分支。军队大约有17.5万人，在战争消耗或被围困的情况下，还有15万预备役人员和准军事部队，其中包括2万名摩洛哥皇家宪兵和3万名辅助部队，由国防部指挥。

### 皇家空軍
摩洛哥皇家空军是摩洛哥武装力量的空军部队，有约13,000名人员，装备有300多架飞机。在21世纪，摩洛哥皇家空军开始了渐进的现代化计划，更新老化的机队和他们的技术和业务能力。

### 皇家海军
皇家海军是负责海军作战的摩洛哥武装部队的一个分支。其任务包括保护摩洛哥的领土和主权，以及控制摩洛哥28万平方公里（81,000平方米）的专属经济区。鉴于摩洛哥的重要海岸线（2,952公里）和直布罗陀海峡的战略地位，它与西班牙和英国深深地参与了这条重要的国际水道的安全防卫。

### 皇家卫队
摩洛哥皇家卫队是摩洛哥皇家军队的正式组成部分。但是它由王室直接控制，守卫的唯一职责是保证摩洛哥国王和王室的安全。

### 皇家憲兵
摩洛哥皇家宪兵队是摩洛哥的宪兵队。摩洛哥皇家宪兵队的立法将其描述为旨在保障公共安全，公共秩序和执法的公共力量。这个立法文本将宪兵队附属于摩洛哥皇家军队，然后在其结构，管理和指挥形式中组成军队。它由官员和NCO组成。

### 辅助力量
摩洛哥的辅助部队是摩洛哥皇家武装部队合法的准军事部队。但是根据摩洛哥内政部的命令，摩洛哥内政部在必要时补充军队，宪兵和警察，辅助部队的常时任务是支持安全部队和军队，维护治安，参加境内防卫作战任务。

## 座右铭
每一个军事基地，旗帜和船只上，都有摩洛哥皇家军队的座右铭：“真主，祖国，国王”。
真主：所有命运的创造者，通过我们的慈悲，他按照正确的道路选择了我们的选择。
祖国：土地是我们的恩赐，我们维持自己的地位，我们保护它的完整性，并保护它免受一切敌人。
国王：我们的指挥官和指导者，他指导着我们的复兴和发展，保护我们人民的权利。

## 資料来源
1. ↑  . www.maghreb-observateur.qc.ca.   [2021-02-12]. （原始内容存档于2017-10-05）.
2. ↑  Fitch, Chris. . Geographical. 26 October 2018  [22 November 2018]. （原始内容存档于2021-02-27）.
3. 1 2  IISS 2019[錨點失效], pp. 358
4. 1 2  .   [2021-02-12]. （原始内容存档于2020-12-12）.
5. ↑  IISS 2013, pp. 394
6. ↑  .   [2019-08-13]. （原始内容存档于2012-04-15）.